# Абделлатіф Мохамед
Абделлатіф Мохамед Ахмед Мохамед (араб. عبد اللطيف محمد أحمد; нар. 8 грудня 1995) — єгипетський борець греко-римського стилю, п'ятиразовий чемпіон Африки, чемпіон Африканських ігор, срібний призер Середземноморських ігор, учасник двох Олімпійських ігор.

## Життєпис
Боротьбою почав займатися з 2007 року. У 2018 році став бронзовим призером чемпіонату світу серед молоді.
Виступає за спортивний клуб армії, Каїр. Тренер — Махмуд Вафакі.

## Спортивні результати на міжнародних змаганнях

### Виступи на Олімпіадах
| Змагання                    | Збірна | Вагова категорія                  | Місце |
| --------------------------- | ------ | --------------------------------- | ----- |
| Літні Олімпійські ігри 2016 | Єгипет | греко-римська боротьба, до 130 кг | 17    |
| Літні Олімпійські ігри 2020 | Єгипет | греко-римська боротьба, до 130 кг | 9     |

### Виступи на Чемпіонатах світу
| Змагання                        | Збірна | Вагова категорія                  | Місце |
| ------------------------------- | ------ | --------------------------------- | ----- |
| Чемпіонат світу з боротьби 2017 | Єгипет | греко-римська боротьба, до 130 кг | 12    |
| Чемпіонат світу з боротьби 2018 | Єгипет | греко-римська боротьба, до 130 кг | 23    |

### Виступи на Чемпіонатах Африки
| Змагання                         | Збірна | Вагова категорія                  | Місце  |
| -------------------------------- | ------ | --------------------------------- | ------ |
| Чемпіонат Африки з боротьби 2016 | Єгипет | греко-римська боротьба, до 130 кг | Золото |
| Чемпіонат Африки з боротьби 2017 | Єгипет | греко-римська боротьба, до 130 кг | Золото |
| Чемпіонат Африки з боротьби 2019 | Єгипет | греко-римська боротьба, до 130 кг | Золото |
| Чемпіонат Африки з боротьби 2020 | Єгипет | греко-римська боротьба, до 130 кг | Золото |
| Чемпіонат Африки з боротьби 2022 | Єгипет | греко-римська боротьба, до 130 кг | Золото |

### Виступи на Африканських іграх
| Змагання              | Збірна | Вагова категорія                  | Місце  |
| --------------------- | ------ | --------------------------------- | ------ |
| Африканські ігри 2015 | Єгипет | греко-римська боротьба, до 130 кг | Золото |

### Виступи на Середземноморських іграх
| Змагання                    | Збірна | Вагова категорія                  | Місце  |
| --------------------------- | ------ | --------------------------------- | ------ |
| Середземноморські ігри 2022 | Єгипет | греко-римська боротьба, до 130 кг | Срібло |

### Виступи на інших змаганнях
| Змагання                                                    | Збірна | Вагова категорія                  | Місце  |
| ----------------------------------------------------------- | ------ | --------------------------------- | ------ |
| Гран-прі FILA 2015                                          | Єгипет | греко-римська боротьба, до 98 кг  | 23     |
| Всесвітні ігри військовослужбовців 2015                     | Єгипет | греко-римська боротьба, до 130 кг | 7      |
| Турнір Дана Колова — Николи Петрова 2016                    | Єгипет | греко-римська боротьба, до 130 кг | Бронза |
| Олімпійський кваліфікаційний турнір з боротьби 2016 (Алжир) | Єгипет | греко-римська боротьба, до 130 кг | Золото |
| Кубок Владислава Пітласинські 2016                          | Єгипет | греко-римська боротьба, до 130 кг | 13     |
| Турнір Дана Колова — Николи Петрова 2019                    | Єгипет | греко-римська боротьба, до 130 кг | Срібло |
| Меморіал Олега Караваєва 2019                               | Єгипет | греко-римська боротьба, до 130 кг | Срібло |
| Меморіал Маттео Пелліконе 2020                              | Єгипет | греко-римська боротьба, до 130 кг | Золото |
| Меморіал Маттео Пелліконе 2021                              | Єгипет | греко-римська боротьба, до 130 кг | Срібло |
| Олімпійський кваліфікаційний турнір з боротьби 2021         | Єгипет | греко-римська боротьба, до 130 кг | Золото |
| Кубок Владислава Пітласинські 2021                          | Єгипет | греко-римська боротьба, до 130 кг | 9      |

### Виступи на змаганнях молодших вікових груп
| Змагання                                      | Збірна | Вагова категорія                  | Місце  |
| --------------------------------------------- | ------ | --------------------------------- | ------ |
| Чемпіонат світу з боротьби серед юніорів 2015 | Єгипет | греко-римська боротьба, до 120 кг | 15     |
| Чемпіонат світу з боротьби серед молоді 2017  | Єгипет | греко-римська боротьба, до 130 кг | 7      |
| Чемпіонат світу з боротьби серед молоді 2018  | Єгипет | греко-римська боротьба, до 130 кг | Бронза |